# José Jabardo
José Jabardo Zaragoza (Azuqueca de Henares, Guadalajara, 3 de fevereiro de 1915-Benidorm, Alicante, 12 de abril de 1986) foi um ciclista profissional espanhol cujo único sucesso desportivo obteve-o em 1942 quando conseguiu uma vitória de etapa na Volta a Espanha, prova na que na edição de 1941 conseguiu a terceira praça na classificação geral final.

## Palmarés
- 1941
  - 2.º na Volta a Navarra
  - 3.º na Volta a Espanha

- 1942
  - 1 etapa da Volta a Espanha

## Resultados em Grandes Voltas
| Corrida            | 1941 | 1942 |
| ------------------ | ---- | ---- |
| Giro d'Italia      | -    | -    |
| Tour de France     | -    | -    |
| Volta a Espanha    | 3.º  | 6.º  |
| Mundial em Estrada | -    | -    |

-: não participa

Ab.: abandono